# Aéroport international de Rotorua
L'aéroport international de Rotorua (code IATA : ROT • code OACI : NZRO), est un aéroport situé à Rotokawa, en Nouvelle-Zélande.

## Situation
| \| 50 km1:2 365 000 \| Kapiti Auckland Wellington Chatham · Tuuta Christchurch Dunedin Gisborne Great Barrier Greymouth Hamilton Hokitika Invercargill Kaikoura Kaitaia Kerikeri Nelson New Plymouth North Shore Palmerston North Picton Queenstown Timaru Rotorua Stewart Takaka Taupo Tauranga Wanaka Westport Whakatane Whanganui Whangarei Whitianga Woodbourne |
| 50 km1:2 365 000 |

## Compagnies aériennes et destinations
| Compagnies      | Destinations                               |
| --------------- | ------------------------------------------ |
| Air New Zealand | Auckland, Christchurch, Wellington         |
| Sunair          | Gisborne, North Shore (en), Whangarei (en) |

Édité le 18/02/2020

## Statistiques
Pour des raisons techniques, il est temporairement impossible d'afficher le graphique qui aurait dû être présenté ici.

Voir la requête brute et les sources sur Wikidata.